# Neel (band)
Neel is een voormalige, in 1982 geformeerde newwaveband uit Amsterdam rond zangeres Neel van der Elst.
Neel won in 1983 de eerste plaats in de eerste editie van de Grote Prijs van Nederland en versloeg daarmee onder andere de Tröckener Kecks. De eerste uitgave op geluidsdrager stamt uit 1982 en is het nummer Caribbean Island op de compilatie-maxisingle 6 Souvenirs uitgegeven door het label Egmond. In 1984 bracht Neel de single Sensuous (B-kant: Yellow) uit bij Nova Zembla Records (waar ook Gruppo Sportivo een plaat uitbracht). In 1985 hield de band alweer op te bestaan.

## Bezetting
- Franklin De Meij - gitaar
- Rob Mooy - gitaar, toetsen
- Marc David de Ruiter - basgitaar
- Carel Van Houte - drums
- Neel van der Elst - zang

## Discografie
- 1982: Caribbean Island (op compilatiealbum 6 Souvenirs, Egmond)
- 1983: Rosy Pictures, Sensuous (op compilatiealbum De Grote Prijs Van Nederland, Megadisc)
- 1984: Sensuous/Yellow (7"-single, Nova Zembla Records)